# Schnabelfliegen
Die Schnabelfliegen (Mecoptera), auch Schnabelhafte, bilden eine Ordnung der Insekten innerhalb der Neuflügler (Neoptera) und gehören zu den Holometabolen Insekten (Holometabola). Sie umfassen rund 750 Arten, von denen 10 Arten auch in Deutschland vorkommen.

## Beschreibung
Die Körperlänge der Tiere beträgt zwischen 3,5 und 20 mm, die Flügelspannweite zwischen 20 und 40 mm. Schnabelfliegen besitzen zwei Paar nahezu identischer Flügel und ein nicht weiter differenziertes Abdomen. Die Flügel können in Teilgruppen (Boreidae) auch stark verkleinert sein. Dies lässt auch Schlüsse auf die systematische Stellung dieser Teilgruppe zu (siehe unten).
Das auffälligste Merkmal der Schnabelfliegen ist die namensgebende Verlängerung der Mundwerkzeuge bei den erwachsenen Tieren. Diese kommt zustande durch eine Verwachsung und Verlängerung der Oberlippe (Labrum) mit der Stirn (Clypeus) sowie einer gleichzeitigen Verlängerung der Maxillen und des Labiums. Die großen Flügel können bei einigen Arten fehlen. Eine besonders auffällige Umgestaltung des Hinterendes weisen die männlichen Skorpionsfliegen auf. Hier ist das letzte Hinterleibssegment in einen Kopulationsapparat umgewandelt, der optisch an den Stachel der Skorpione erinnert.

## Entwicklung
Die Larven der Schnabelfliegen wirken raupenähnlich, haben an den Brustsegmenten echte Beine, die Hinterleibssegmente weisen Bauchfüße auf. Sie werden, wie auch die Larven der Pflanzenwespen, als Afterraupen bezeichnet. Am letzten Hinterleibssegment findet sich häufig eine Haftgabel, die den Tieren eine Fortbewegung ähnlich der der Spannerraupen ermöglicht.

## Systematik der Schnabelfliegen
Zu den Mecopteren werden traditionell 9 Familien gezählt. Die Familien Panorpidae (ca. 500 Arten) und Bittacidae (ca. 200 Arten) stellen dabei über 90 % aller Mecopteren. Die übrigen Arten verteilen sich auf sieben weitere Familien. Neuere systematische Analysen molekularer Daten (Whiting, 2002) deuten jedoch darauf hin, dass die Mecopteren ein Paraphylum bilden.
Stattdessen geht man nun davon aus, dass die Winterhafte (Boreidae) näher mit den Flöhen (Siphonaptera) verwandt sind als mit den übrigen Schnabelfliegen. Hierfür sprechen zusätzlich die Anzahl der Geschlechtschromosomen, Merkmale im Vorderdarm sowie bei der Oogenese.
Die europäischen Schnabelfliegen gehören drei verschiedenen Familien an, diese werden als Winterhafte (Boreidae), Mückenhafte (Bittacidae) und Skorpionsfliegen (Panorpidae) bezeichnet.
- Schnabelfliegen – Mecoptera
  - Winterhafte – Boreidae (in Mitteleuropa Boreus hyemalis und Boreus westwoodi) – weltweit etwa 30 Arten in borealen oder alpinen Gebieten der Nördlichen Hemisphäre
  - Mückenhafte – Bittacidae (in Europa nur Bittacus italicus und sehr selten Bittacus hageni) – weltweit knapp 200 Arten, die Gattung Bittacus ist dabei weltweit verbreitet, die anderen Gattungen nur in Amerika, Australien und Südafrika
  - Skorpionsfliegen – Panorpidae (mitteleuropäische Beispiele: Panorpa alpina (Gebirgs-Skorpionsfliege), Panorpa cognata, Panorpa communis (Gemeine Skorpionsfliege), Panorpa germanica (Deutsche Skorpionsfliege), Panorpa hybrida (Bastard-Skorpionsfliege) und Panorpa vulgaris, in Südeuropa z. B. noch Panorpa meridionalis und Panorpa rufostigma) – weltweit knapp 500 Arten

Die weiteren Familien sind:
- - Apteropanorpidae (4 Arten – Südaustralien und Tasmanien)
  - Choristidae (8 Arten – Australien)
  - Eomeropidae (1 Art – Chile)
  - Meropeidae (3 Arten – Nordamerika, Westaustralien, Brasilien)
  - Nannochoristidae  (8 Arten – Neuseeland, Südaustralien, Tasmanien, Chile)
  - Panorpodidae (13 Arten – Nordamerika, Japan, Korea)

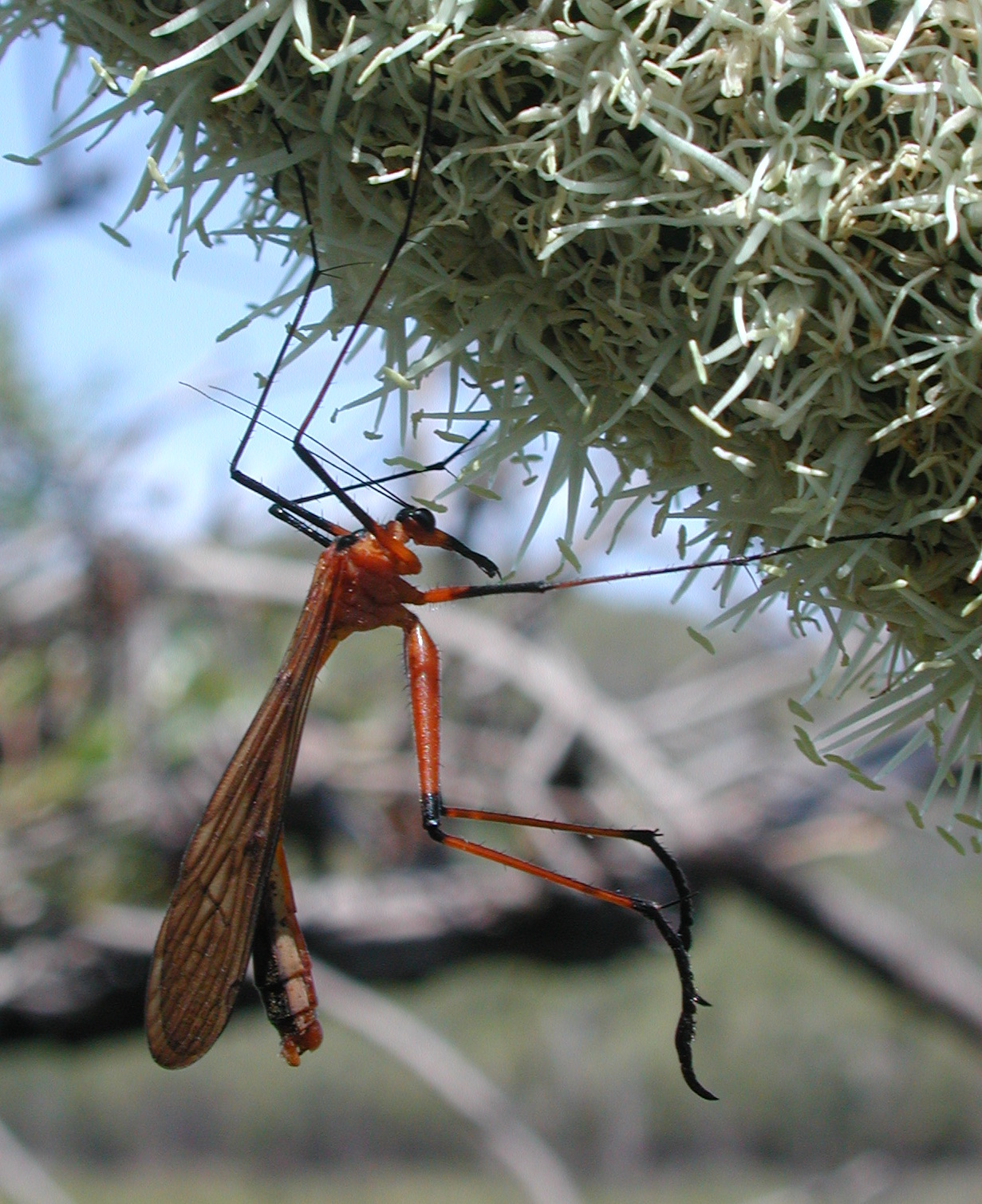
Eine Schnabelfliege aus der Familie Bittacidae aus Australien

## Fossile Belege
Die ältesten bekannten Schnabelfliegen sind im Unteren Perm gefunden worden. Zu der Zeit umfasste die Ordnung etwa doppelt so viele Familien wie heute. Ferner sind Vertreter der Familien Bettacidae, Panorpidae und Panorpodes aus Baltischem Bernstein beschrieben. Insgesamt sind mit Stand 2012 34 ausgestorbene Familien der Schnabelfliegen mit insgesamt 98 Gattungen bekannt. Zu ihnen zählt beispielsweise Juracimbrophlebia aus der Familie Cimbrophlebiidae.